# 玛亚伦·乔劳特
玛亚伦·乔劳特·尤拉门迪（西班牙語：Maialen Chourraut Yurramendi，1983年3月8日—），生于圣塞瓦斯蒂安，是一名西班牙女子皮划艇运动员，主攻皮艇激流项目。她自2000年代初期开始参加比赛。
乔劳特曾参加2008年、2012年以及2016年三届奥运的女子皮艇激流项目。在2008年北京奥运，乔劳特获得第16名，止步预赛。2012年伦敦奥运，她以106.87秒的成绩赢得一枚铜牌，这是她的第一枚奥运奖牌。四年后的里约奥运，她以98.65秒的成绩拿下该项目金牌。
世锦赛方面，乔劳特曾在2009年和2011年皮划艇激流世锦赛上分别获得一枚银牌和铜牌。除此之外，她还曾在欧洲锦标赛上收获一枚金牌和两枚银牌。